# サランコート

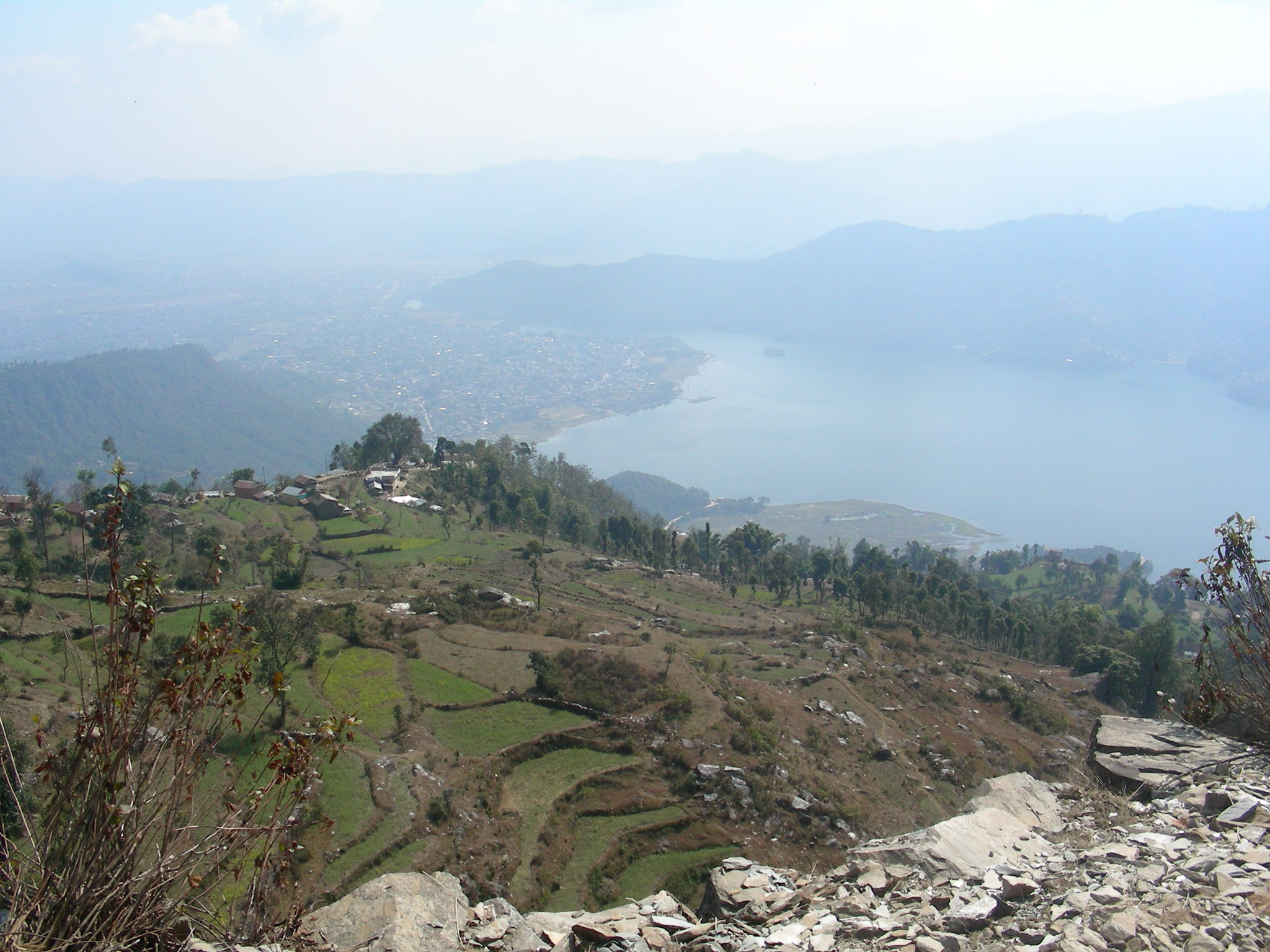
ポカラと湖を見下ろすサランコット

サランコート（Sarangkot）はネパールの村。首都カトマンズの西約140km、ポカラのペワ湖の北部に位置する標高1592mの高地である。サランコートの丘とも呼ばれる。

## 概要
ネパールの主要な観光地のひとつであるポカラのペワ湖の北部、湖とポカラの町を見下ろす高台にある。アンナプルナ、マチャプチャレ（6993m）などヒマラヤ展望のできる観光地として知られパラグライダーなどのアウトドアアクティビティもさかんである。特に日の出のヒマラヤの美しさで知られ、ダンプス、ナガルコートとともに人気の観光地である。1991年のネパールの行った国勢調査では1010世帯、5060人の人口であった。

## 交通アクセス
- ポカラより徒歩で2-3時間。